# Евдокия Комнина (сестра на Алексий I Комнин)
Вижте пояснителната страница за други личности с името Евдокия Комнина.
Евдокия Комнина (на средногръцки: Εὐδοκία Κομνηνή) е византийска аристократка, кесариса, сестра на император Алексий I Комнин и съпруга на кесаря Никифор Мелисин.
Евдокия е една от трите дъщери на Йоан Комнин и на Анна Даласина. Точната година на раждането ѝ не е известна, но се предполага, че е родена към 1048 – 1053 г. Още преди смъртта на баща ѝ през 1067 г. Евдокия е била омъжена за магистъра Никифор Мелисин – един от генералите на император Михаил VII Дука, който през 60-те и началото на 70-те години заема важни административни и военни длъжности, в това число и дука на Триадица (София). От това време датира един печат, върху който името на Евдокия Комнина е изписано заедно с титлата магистриса, което е женският вариант на магистърската титла на съпруга ѝ.
След битката при Манцикерт, когато някои от византийските генерали се опитват да заграбят властта в империята, съпругът на Евдокия остава верен на император Михаил VII Дука, поради което е заточен от император Никифор III Вотаниат. Мелисин успява да избяга от заточението и с помощта на селджукските турци успява през 1080 – 1081 г. да установи контрол върху провинциите в Мала Азия, където се обявява за император. Първоначално император Никифор III Вотаниат заповядал срещу съпруга на Евдокия да се отправят войски, командвани от брат ѝ Алексий, който от своя страна отказал да изпълни заповедта под предлог, че Мелисин му е близък роднина и евентуален неуспех срещу него може да се изтълкува погрешно.
През март 1081 г. Никифор Мелисин и войските му достигат град Дамалис, където до него достига новината за въстанието на Комнините срещу Вотаниат и обявяването на Алексий Комнин за император. За кратко време съпругът и братът на Евдокия се оказват съперници за императорската власт. В крайна сметка, след като Алексий Комнин успява да установи пълен контрол над столицата, Никифор Мелисин признава властта му, в замяна на което получава титлата „кесар“. След тези събития съпругът на Евдокия остава верен на новия император до края на живота си.
В поменика на роднините на императрица Ирина, поместен в литургичния типик на манастира Христос Филантроп, 8 ноември е посочен като дата, на която се почита паметта на кесариса Евдокия, сестрата на императора. Евдокия е спомената и в обитуария на манастира „Пантократор“, но вече като леля на император Йоан II Комнин. Годината на смъртта ѝ обаче остава неизвестна, но се предполага, че е починала преди октомври 1136 г.